# Liste der Kulturdenkmale in Rohrbach (Heidelberg)
Karte mit allen Koordinaten des Abschnitts Kulturdenkmale in Rohrbach: OSM

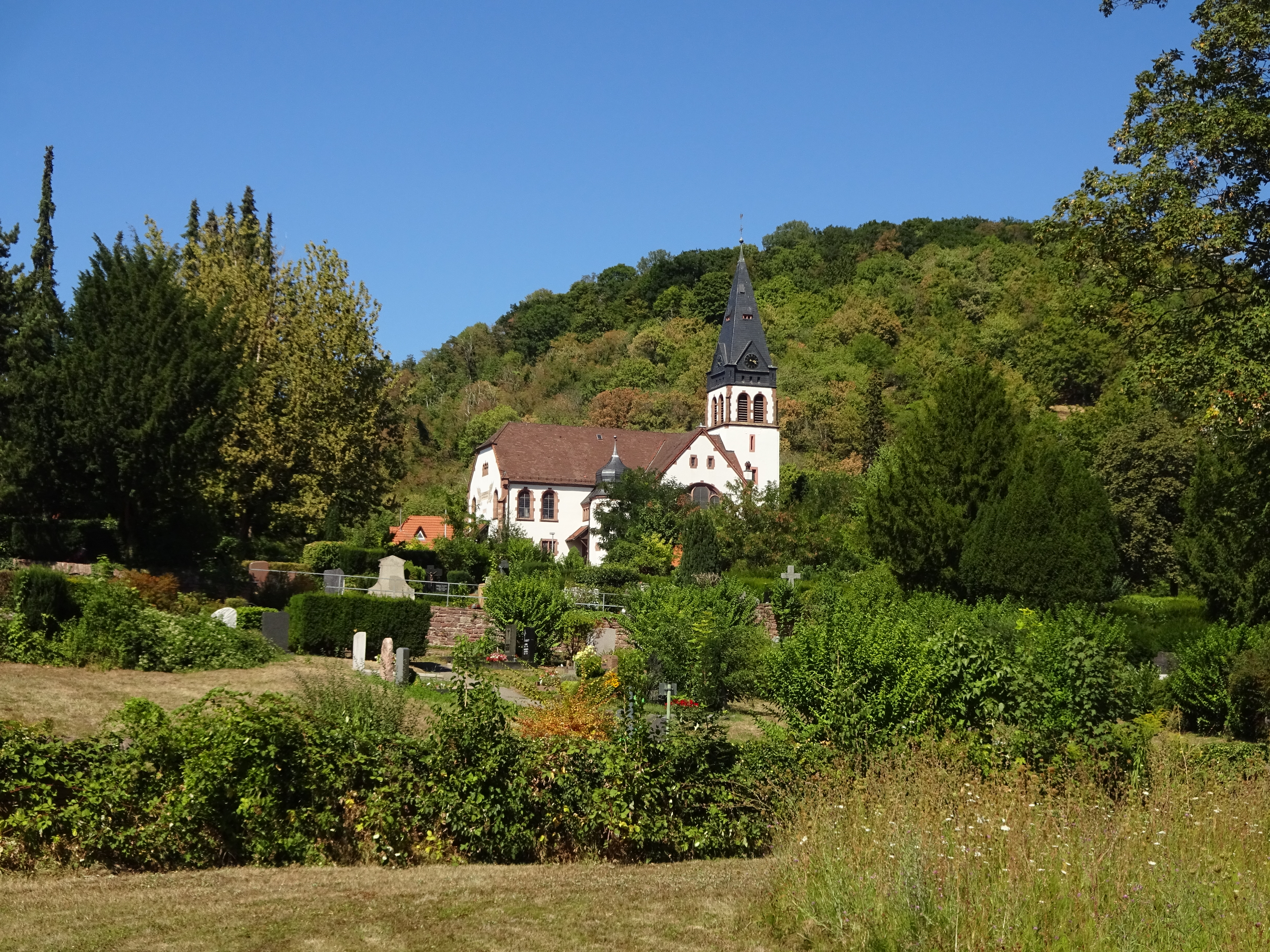

In der Liste der Kulturdenkmale in Rohrbach (Heidelberg) sind alle unbeweglichen Bau- und Kunstdenkmale des Heidelberger Stadtteils Rohrbach aufgelistet, die in der Denkmaltopographie Stadtkreis Heidelberg. (= Teilband 1 und 2 der Denkmaltopographie Bundesrepublik Deutschland, Kulturdenkmale in Baden-Württemberg Band II.5.1, herausgegeben von Melanie Mertens. Jan Thorbecke Verlag 2013) verzeichnet sind. In der Stadt Heidelberg befinden sich rund 2900 denkmalgeschützte Gebäude.
Sie ist auf dem Stand von 2012/13 und verzeichnet sind die nachfolgenden unbeweglichen Bau- und Kunstdenkmäler.
Diese Liste ist nicht rechtsverbindlich. Eine rechtsverbindliche Auskunft ist lediglich auf Anfrage bei der Unteren Denkmalschutzbehörde der Stadt Heidelberg erhältlich.

## Allgemein
- Bild: Zeigt ein ausgewähltes Bild aus Commons, „Weitere Bilder“ verweist auf die Bilder im Medienarchiv Wikimedia Commons.
- Bezeichnung: Nennt den Namen, die Bezeichnung oder die Art des Kulturdenkmals.
- Lage: Straßenname und Hausnummer oder Flurstücknummer des Kulturdenkmals, gegebenenfalls auch den Ortsteil. Die Grundsortierung der Liste erfolgt nach dieser Adresse. Der Link (Karte) führt zu verschiedenen Kartendiensten mit der Position des Kulturdenkmals. Fehlt dieser Link, wurden die Koordinaten noch nicht eingetragen. Sind diese bekannt, können sie über ein Tool mit einer Kartenansicht einfach nachgetragen werden. In dieser Kartenansicht sind Kulturdenkmale ohne Koordinaten mit einem roten bzw. orangen Marker dargestellt und können durch Verschieben auf die richtige Position in der Karte mit Koordinaten versehen werden. Kulturdenkmale ohne Bild sind an einem blauen bzw. roten Marker erkennbar.
- Datierung: Baubeginn, Fertigstellung, Datum der Erstnennung oder grobe zeitliche Einordnung entsprechend des Eintrags in der zuständigen Denkmaldatenbank (Landesamt für Denkmalpflege Baden-Württemberg).
- Beschreibung: Kurzcharakteristik des Kulturdenkmals.

## Rohrbach – ehemaliges Dorf an der südlichen Bergstraße
Rohrbach befindet sich ungefähr drei Kilometer südlich vom Stadtzentrum Heidelbergs entfernt auf etwa halbem Wege nach Leimen.
Neben Alt-Rohrbach mit der Melanchthonkirche und dem Rathaus setzt sich Rohrbach aus den Ortsteilen Kühler Grund, Gewann See, Hasenleiser und Rohrbach-Süd (Gewerbegebiet) zusammen. Ebenfalls zu Rohrbach gehört das etwas abgelegene, bewaldete und landwirtschaftlich genutzte Gebiet um den Bierhelderhof. Früher gehörten auch noch die nunmehr selbstständigen Heidelberger Stadtteile Boxberg und Emmertsgrund zur Gemarkung Rohrbach. Der Ort wurde im Lorscher Codex in der Schreibweise Rorbach 766 zum ersten Male urkundlich erwähnt. Dort ist die Schenkung eines Weinbergs zugunsten des Klosters Lorsch dokumentiert. Der Name Rohrbach leitet sich von dem am Bach wachsenden (Schilf-)Rohr her. Der Rohrbach ist heute in seinem unteren Lauf kanalisiert, vollständig überbaut und Teil der Abwasserkanalisation. Nur im oberen Lauf, im Bereich des Kühlen Grundes ist der Rohrbach noch in seinem offenen, weitgehend begradigten Bett zu sehen.
Siehe auch: Burg Rohrbach
Das ursprünglich wahrscheinlich zu Kirchheim gehörende Dorf Rohrbach befand sich ab 1234 im Besitz der Pfalzgrafen bei Rhein. Im Dreißigjährigen Krieg, der kaum Überlebende in Rohrbach zurückließ, und im Pfälzischen Erbfolgekrieg wurde das Dorf wiederholt schwer zerstört.
1927 wurde Rohrbach nach Heidelberg eingemeindet. Ab 1970 entstand im Zuge des Baus des sich südöstlich an Rohrbach anschließenden neuen Stadtteils Emmertsgrund das Gewerbegebiet Rohrbach Süd, in dem die mehreren Tausend Einwohner des Emmertsgrundes wohnortnahe Arbeits- und Einkaufsmöglichkeiten finden sollten.

## Kulturdenkmale in Rohrbach
| Bild           | Bezeichnung                                                                                       | Lage                                                 | Datierung                                                | Beschreibung | ID                       |
| -------------- | ------------------------------------------------------------------------------------------------- | ---------------------------------------------------- | -------------------------------------------------------- | --- | ------------------------ |
| Weitere Bilder | Schloss Rohrbach                                                                                  | Amalienstraße 4, 5 (Karte)                           | 1772                                                     | Lustschloss, sogenanntes Rohrbacher Schlösschen mit Einfriedungsmauern und Marstall, rechteckiger, zweigeschossiger Bau des Klassizismus mit einem dreiachsigen Mittelrisalit, im oberen Bereich mit einem Fries verziert Geschützt nach § 2 DSchG |                          |
|                | Gedenkstein                                                                                       | Amalienstraße 5 (Karte)                              | 1902                                                     | Roh belassener, annähernd keilförmiger Findling aus rotem Sandstein mit glatt polierter Inschriftentafel. Es wird des 50. Jubiläums der Regierung des Großherzogs Friedrich (1852–1902) gedacht. Geschützt nach § 2 DSchG |                          |
|                | Kolonialstein (Heidelberg)                                                                        | Bierhelderhof (ehemalige Gemarkung „Kühruh“) (Karte) | 1924                                                     | Gedenkstein, der am 24. April 1924 im Heidelberger Stadtwald feierlich enthüllt wurde. Sein Schriftzug: „24.IV.24 Zum Gedenken an die 40jähr. Kolonialgeschichte des Deutschen Reiches“, erinnert an die am 24. April 1884 erfolgte Gründung der ersten deutschen Kolonie Deutsch-Südwestafrika – dem heutigen Namibia. Geschützt nach § 2 DSchG                                            |                          |
|                | Schulhaus                                                                                         | Am Heiligenhaus 16 (Karte)                           | 1733                                                     | Nachfolgebau des sogenannten Heiligenhauses, wohl das einstige Pfarrhaus. Bau des 18. Jahrhunderts mit Krüppelwalmdach. Geschützt nach § 2 DSchG |                          |
|                | Scheune                                                                                           | Am Heiligenhaus 33 (Karte)                           | Um 1787                                                  | Ein Funktionsbau unter steilem Satteldach, bemerkenswert ist die solide und kostspielige Konstruktion. Geschützt nach § 2 DSchG |                          |
|                | Gehöft mit Wohnhaus und Parzellenmauer                                                            | Am Müllenberg 3 (Karte)                              | Anfang 19. Jahrhundert                                   | Ehemaliges Weinbauerngehöft, trägt noch Züge bäuerlicher Bebauung aus der 1. Hälfte des 19. Jahrhunderts. Geschützt nach § 2 DSchG |                          |
| Weitere Bilder | Friedhof mit Aussegnungshalle, Brunnen, Friedhofskreuz und Gefallenendenkmalen                    | Bierhelderweg (Karte)                                | 1809–1811, nach 1906 neu angelegt                        | Gemeindefriedhof in Hanglage. Am höchsten Punkt wurde ab 1913 eine Leichenhalle mit Friedhofskapelle nach Entwurf von Wilhelm Collmer erbaut. Ein monolithisch wirkender Zentralbau wohl nach Vorbild des Münnchner Waldfriedhof-Hauptgebäudes. Geschützt nach § 2 DSchG |                          |
|                | Keller und Erdgeschoss des Wohnhauses                                                             | Bierhelderweg 3 (Karte)                              | Um 1600                                                  | Das Erdgeschoss und der Keller gehören zu den ältesten baulichen Zeugen Rohrbachs Geschützt nach § 2 DSchG |                          |
|                | Tagelöhnerhäuser                                                                                  | Bierhelderweg 13, 15 (Karte)                         | 1800, 1921                                               | Kleinhäuser, ursprünglich eingeschossig und vierachsig. Nr. 13 wurde 1885 aufgestockt, Nr. 15, das etwas jüngere, 1921 um zwei Achsen erweitert. Typische Häuser des dörflichen Bestandes. Geschützt nach § 2 DSchG |                          |
| Weitere Bilder | Evangelische Melanchthonkirche mit ehemaligem Kirchhof, Torweg, Treppenanlagen und Böschungsmauer | Bierhelderweg 19 (Karte)                             | 14. Jahrhundert, 1742, Umbau 1907/08                     | Die Kirche stammt aus dem 14. Jahrhundert, wurde 1742 erweitert; der Umbau von 1907/08 – nach Plänen von Hermann Behaghel – kam fast einem Neubau gleich. Geschützt nach § 2 DSchG | Wikidata-Objekt anzeigen |
|                | Wohnhaus mit Einfriedung und Torweg                                                               | Eichendorffstraße 6 (Karte)                          | 1904                                                     | Von Richard Kirchhoff im Villenviertel erbaut. Wirkung stadtbildprägend als ein an spätmittelalterliche Burgenarchitektur erinnernder Turm, verstärkt durch plastische Sockel- und Eckrustika. Geschützt nach § 2 DSchG |                          |
|                | Wohn- und Geschäftshaus                                                                           | Heidelberger Straße 17 (Karte)                       | 1925/26                                                  | Für Franz Riedel von Julius Hofacker und Klaus Hoffmann erbaut. Im Erdgeschoss ursprünglich Büro- und Lagerräume der Firma Riedel & Co. Freistehendes Traufenhaus mit Mansarddach nach spätbarockem Vorbild. Geschützt nach § 2 DSchG |                          |
|                | Bäuerliches Wohnhaus                                                                              | Heidelberger Straße 43 (Karte)                       | Um 1860                                                  | Wohnhaus eines ehemaligen landwirtschaftlichen Anwesens. Das nur als Wohnhaus genutzte Gebäude orientierte sich an bürgerlichen Standards seiner Erbauungszeit: Beispielhaft sind die Rahmungen der Fenster des Obergeschosses, das durch die konsolengestützten Sohlbänke seiner Fenster als Beletage ausgewiesen ist. Geschützt nach § 2 DSchG                                            |                          |
|                | Landwirtschaftliches Gehöft aus Wohnhaus und Scheune                                              | Heidelberger Straße 60, 62 (Karte)                   | 1717, 20. Jahrhundert An- und Umbauten                   | Ein Haus aus der Wiederaufbauphase nach dem Pfälzischen Erbfolgekrieg. Geschützt nach § 2 DSchG |                          |
|                | Eichendorffschule                                                                                 | Heidelberger Straße 61 (Karte)                       | 1890/91, 1903 Ausbau, 1910 Aufstockung, 1950/51 Anbauten | Von Philipp Thomas als Simultanschule erbaut. Ein im Stil der Neurenaissance geschmücktes Gebäude mit Mittelrisalit, der den öffentlichen Charakter des Baus betont. Geschützt nach § 2 DSchG |                          |
|                | Wohnhaus mit Umfassungsmauer                                                                      | Heidelberger Straße 64, 64a (Karte)                  | 18. Jahrhundert, Erneuerung 19. Jahrhundert              | Wohl einem wohlhabenden bäuerlichen Anwesen zugehörig gewesem. Geschützt nach § 2 DSchG |                          |
|                | Miets- und Geschäftshaus                                                                          | Heinrich-Fuchs-Straße 1 (Karte)                      | 1929                                                     | Von Wilhelm Brenner von Heinrich Grimminger erbaut. Einziger Bau einer geplanten Wohnanlage, ein Eckbau urbanen Typs. Geschützt nach § 2 DSchG |                          |
|                | Mietshaus mit Rückgebäude                                                                         | Heinrich-Fuchs-Straße 40 (Karte)                     | 1905                                                     | Von Jakob Johann Bozung für den Kaufmann Julius Sugg erbaut. Späthistoristische detailreiche Fassade mit giebelbekrönter Balkonachse und Erkertürmchen als belebender Akzent im Straßenbild. Schon mit Ideen des Jugendstils in der kreativ gestalteten Fassade. Geschützt nach § 2 DSchG                                                                                                   |                          |
|                | Grenzmauer                                                                                        | Junkergasse (Karte)                                  | Vor Mitte 19. Jahrhundert                                | Abgrenzung eines Gartens von der Gasse, nur fragmentarisch erhalten, aus Bruchsandsteinen. Geschützt nach § 2 DSchG |                          |
|                | Landwirtschaftliches Gehöft aus Wohnhaus und Scheune, später Farrenstall                          | Junkergasse 6 (Karte)                                | 16. Jahrhundert                                          | Mit Eichenfachwerk und Gewölbekeller aus dem 16. Jahrhundert. Geschützt nach § 2 DSchG |                          |
|                | Landwirtschaftliches Gehöft aus Wohnhaus, Scheune und Einfriedung                                 | Junkergasse 8 (Karte)                                | nach 1850                                                | Wohnhaus ist ein eingeschossiger, traufständiger Massivbau mit Satteldach aus dem 3. Viertel des 19. Jahrhunderts. Geschützt nach § 2 DSchG |                          |
|                | Gutsanlage Tannscher Hof mit Herrenhaus, Ökonomiebauten und Teilen der historischen Einfriedung   | Junkergasse 10, 12, Heidelberger Straße 65 (Karte)   | Um 1700                                                  | Hof eines erstmals 1478 erwähnten freiadeligen Guts, seit Ende des 17. Jahrhunderts im Besitz des Eberhard Friedrich von Venningen, der das Herrenhaus in der heutigen Gestalt erbauen ließ. Im 18. Jahrhundert war das Gut u. a. im Besitz der namensgebenden Familie von und zu der Tann. Geschützt nach § 2 DSchG                                                                        |                          |
|                | Miets- und Geschäftshaus                                                                          | Karlsruher Straße 45 (Karte)                         | 1913                                                     | Von Jakob Reidel für den Schreinermeister Eugen Hagemann erbaut. Überdurchschnittlich repräsentativer Bau mit komplett sandsteinverkleideter Fassade, großem Erker und ungewöhnlich breitem Zwerchhaus. Geschützt nach § 2 DSchG |                          |
|                | Miets- und Geschäftshaus                                                                          | Karlsruher Straße 47 (Karte)                         | 1910                                                     | Von P. Herrmann für den Schreinermeister Eugen Hagmann erbaut. Ein Torfahrthaus, das sich an Bürgerhäusern des Spätbarock und Klassizismus orientiert. Geschützt nach § 2 DSchG |                          |
|                | Miets- und Geschäftshaus                                                                          | Karlsruher Straße 49 (Karte)                         | 1902                                                     | Im Auftrag des Bäckermeisters Friedrich Waibel von Jakob Johann Bozung begonnen und von Max Jochim vollendet. Ein breitgelagerter Bau mit historisierendem Formengut, z. B. neugotische gekuppelte Kreuzstockfenster. Geschützt nach § 2 DSchG |                          |
|                | Wohnhaus                                                                                          | Karlsruher Straße 91 (Karte)                         | Um 1860                                                  | Bürgerliches Wohnhaus, um einen Anbau ergänzt, durch Ladeneinbauten verändert. Kleinteilige Terrakottadekoration zeugt vom romantischen Historismus. Geschützt nach § 2 DSchG |                          |
|                | Gasthaus Zum Löwen                                                                                | Karlsruher Straße 95 (Karte)                         | Mitte 19. Jahrhundert                                    | Ein traufständiger Massivbau mit steilem Satteldach, er bekam 1922 ein Gaubenband nebst Türmchen und wurde dadurch noch malerischer. Geschützt nach § 2 DSchG |                          |
|                | Exerzierhalle und Reithalle                                                                       | Karlsruher Straße 144 (Karte)                        | 1937–1940                                                | Teil der Nachrichtenkaserne, die von Dietrich Lang und Augsberger erbaut wurde. In den 1950er Jahren Einbau eines Theaters. Die Holzbinderkonstruktion stammt vom Zimmermeister Otto Hetzer (Patent 1906) und erlaubt eine optimale Kraftableitung. Einziges bekanntes Beispiel in Baden – zusammen mit der Nachbarsporthalle – für die sogenannten Hetzer-Binder. Geschützt nach § 2 DSchG |                          |
|                | Bäuerliches Wohnhaus                                                                              | Leimer Straße 25 (Karte)                             | 1863                                                     | Für das Landwirtsehepaar Eva Rosina und Johann Hoffmann errichtet. Ein eingeschossiger Massivbau mit Krüppelwalmdach ist mit seiner giebelständigen Bauweise typisch für das Erweiterungsgebiet an der Leimer Straße. Geschützt nach § 2 DSchG |                          |
| Weitere Bilder | Nachrichten Kaserne                                                                               | Marie Clausen-Chaussee (Karte)                       | 1937–1939                                                | ehemalige Kaserne der US-amerikanischen Streitkräfte |                          |
|                | Mietshaus                                                                                         | Parkstraße 9 (Karte)                                 | 1903                                                     | Entwurf von Jakob Johann Bozung, von Ludwig Kaltschmitt junior erbaut. Betonte Mittelachse durch übergiebelten Risalit mit Erker, der Bau knüpft an die Architektur der nordischen Renaissance an. Geschützt nach § 2 DSchG |                          |
|                | Miets- und Geschäftshaus                                                                          | Rathausstraße 4 (Karte)                              | 1906                                                     | Von Max Jochim für Schlossermeister Johann Georg Jung erbaut. Der Gewölbekeller des abgerissenen Bauernhauses blieb erhalten, die ehemalige Scheune wurde mehrfach umgebaut. Jugendstilüberformungen der Front. Geschützt nach § 2 DSchG |                          |
|                | Landwirtschaftliches Gehöft aus Wohnhaus, Ökonomiebau und Hofmauer                                | Rathausstraße 5 (Karte)                              | 1813, 1954/60 Anbauten                                   | Giebelständiges, eingeschossiges Wohnhaus, das nach Norden erweitert wurde. Typischer ehemaliger kleinbäuerlicher Haustyp. Geschützt nach § 2 DSchG |                          |
|                | Wohnhaus                                                                                          | Rathausstraße 41 (Karte)                             | Anfang 19. Jahrhundert                                   | Eingeschossiger Massivbau mit Mansarddach und mittiger Erschließung. Um 1910 Dachausbau und Neugestaltung der Fenster. Diese Details des Umbaus dominieren das Erscheinungsbild dieses kleinen Bürgerhauses. Geschützt nach § 2 DSchG |                          |
| Weitere Bilder | Rathaus                                                                                           | Rathausstraße 43 (Karte)                             | 1811–1813                                                | Von Wilhelm Frommel geplant und von Jacob Baumann für die Gemeinde Rohrbach gebaut. Vertreter des Klassizismus. Uhrwerk und Läutwerk mit Glocke wurde vom alten Rathaus übernommen. Geschützt nach § 2 DSchG |                          |
|                | Bäuerliches Wohnhaus mit Hofmauer                                                                 | Rathausstraße 44 (Karte)                             | 18. Jahrhundert                                          | Ein zweigeschossiger, giebelständiger Putzbau, typisch für die ehemaligen Anwesen des 18. Jahrhunderts. Geschützt nach § 2 DSchG |                          |
| Weitere Bilder | Gasthaus Zum Hirsch mit Mälzerei und Kelleranlagen                                                | Rathausstraße 45 (Karte)                             | 1865, 1880 Mälzereigebäude, 1992 Umbau zum Hotel         | Ein zentral gegenüber dem Rathaus gelegener großer Gasthausbau, dessen spätklassizistisches Erscheinungsbild der inschriftlichen Datierung (1865) entspricht. Geschützt nach § 2 DSchG |                          |
|                | Bäuerliches Wohnhaus                                                                              | Rathausstraße 53 (Karte)                             | 18. Jahrhundert                                          | Stattliches Torfahrthaus mit hohem Satteldach und einem Metzgerzeichen im Torbogen. Geschützt nach § 2 DSchG |                          |
|                | Bäuerliches Wohnhaus                                                                              | Rathausstraße 66 (Karte)                             | Um 1850                                                  | Wahrscheinlich Mitte des 19. Jahrhunderts durch Umbau neu gestaltet, der Fachwerkaufbau wurde durch ein massives Obergeschoss ersetzt. Geschützt nach § 2 DSchG |                          |
|                | Mietshaus                                                                                         | Sankt-Peter-Straße 12 (Karte)                        | 1909/10                                                  | Nach Entwurf von Georg Spatz von Maurermeister Peter Mohr errichtet. Ein Vertreter des Jugendstils. Geschützt nach § 2 DSchG |                          |
|                | Mehrfamilienhaus                                                                                  | Turnerstraße 116, 116a (Karte)                       | Um 1924                                                  | Beamtenwohnhaus der Gemeinde Rohrbach, von Wilhelm Collmer errichtet. Geschützt nach § 2 DSchG |                          |
|                | Villa mit Garten und Einfriedung                                                                  | Turnerstraße 161 (Karte)                             | 1912/13                                                  | Von Jakob Johann Bozung für den Kaufmann Alfons Kuhny errichtet. Geschützt nach § 2 DSchG |                          |
|                | Wohnhaus                                                                                          | Weingasse 24 (Karte)                                 | 16./17. Jahrhundert                                      | Vermutlich Weingärtnerhaus aus der Hochphase der Weinwirtschaft um 1600. Geschützt nach § 2 DSchG | BW                       |
|                | Wohnhaus                                                                                          | Winzerstraße 2 (Karte)                               | Um 1600                                                  | Im Kern ein Haus, das aus der Zeit vor den Kriegszerstörungen des 17. Jahrhunderts stammt. Umbauten im 19. Jahrhundert. Geschützt nach § 2 DSchG |                          |
|                | Wohnhaus und Schuppen eines Gehöfts                                                               | Winzerstraße 10 (Karte)                              | 1. Hälfte 19. Jahrhundert                                | Eingeschossiges massives Giebelhaus mit Fachwerkgiebel. Geschützt nach § 2 DSchG |                          |
|                | Gutsanlage Menzinger Hof, Herrenhaus und Scheune                                                  | Winzerstraße 11, 13 (Karte)                          | 16./17. Jahrhundert                                      | Hof eines erstmals 1408 erwähnten freiadeligen Guts, das im Spätmittelalter im Besitz der Herren von Menzingen war. Das Herrenhaus ist ein dreigeschossiger Massivbau mit polygonalem Treppenturm. Umbauten 1758/59. Geschützt nach § 2 DSchG |                          |
|                | Wohn- und Geschäftshaus                                                                           | Winzerstraße 14 (Karte)                              | 1910                                                     | Von Max Jochim für den Weinhändler Gustav Alberten und Jacob Bälz erbaut. Unter dem Neubau ein stattlicher Gewölbekeller eines Küferanwesens. Geschützt nach § 2 DSchG |                          |